# Andrée Tournier
Andrée Tournier, née le 30 mars 1929 à Albertville et morte le 19 septembre 2010 à Chamonix-Mont-Blanc, est une skieuse alpine française, membre du Club des Sports Chamonix-Mont-Blanc.

## Biographie
Née Andrée Claret-Tournier, elle court jusqu'en 1951 sous le nom d'Andrée Tournier. Puis à partir de son mariage avec Yvan Bermond (1926-2021) en 1952, elle utilise le patronyme Bermond ou Bermond-Tournier ou encore Tournier-Bermond.

## Palmarès

### Jeux olympiques
| Épreuve / Édition | Descente | Slalom géant | Slalom       |
| ----------------- | -------- | ------------ | ------------ |
| JO 1952 Oslo      | 30e      | 13e          | Disqualifiée |

### Championnats du monde
| Épreuve / Édition | Descente | Slalom géant | Slalom       |
| ----------------- | -------- | ------------ | ------------ |
| JO 1952 Oslo      | 30e      | 13e          | Disqualifiée |

## Arlberg-Kandahar
- Vainqueur du slalom 1951 à Sestrières

## Championnats de France
- Championne de France de Slalom Géant en 1949
- Championne de France de Slalom en 1953

Elle est la première française à remporter le titre en géant, organisé pour la 1re fois en 1949.